# Golden Globe 1958
La 15ª edizione della cerimonia di premiazione dei Golden Globe si è tenuta il 5 marzo 1958 al Cocoanut Grove dell'Ambassador Hotel di Los Angeles, California.

## Premi per il cinema
Vengono di seguito indicati in grassetto i vincitori. Ove ricorrente e disponibile, viene indicato il titolo in lingua italiana e quello in lingua originale tra parentesi.

### Miglior film drammatico
- Il ponte sul fiume Kwai (The Bridge on the River Kwai), regia di David Lean
- La parola ai giurati (Twelve Angry Men), regia di Sidney Lumet
- Sayonara, regia di Joshua Logan
- Selvaggio è il vento (Wild Is the Wind), regia di George Cukor
- Testimone d'accusa (Witness for the Prosecution), regia di Billy Wilder

### Miglior film commedia o musicale
- Les Girls, regia di George Cukor
- Alla larga dal mare (Don't Go Near the Water), regia di Charles Walters
- Arianna (Love in the Afternoon), regia di Billy Wilder
- La bella di Mosca (Silk Stockings), regia di Rouben Mamoulian
- Pal Joey, regia di George Sidney

### Miglior film promotore di Amicizia Internazionale
- Destinazione Parigi (The Happy Road), regia di Gene Kelly

### Miglior regista
- David Lean - Il ponte sul fiume Kwai (The Bridge on the River Kwai)
- Joshua Logan - Sayonara
- Sidney Lumet - La parola ai giurati (Twelve Angry Men)
- Billy Wilder - Testimone d'accusa (Witness for the Prosecution)
- Fred Zinnemann - Un cappello pieno di pioggia (A Hatful of Rain)

### Miglior attore in un film drammatico
- Alec Guinness - Il ponte sul fiume Kwai (The Bridge on the River Kwai)
- Marlon Brando - Sayonara
- Henry Fonda - La parola ai giurati (Twelve Angry Men)
- Anthony Franciosa - Un cappello pieno di pioggia (A Hatful of Rain)
- Charles Laughton - Testimone d'accusa (Witness for the Prosecution)

### Miglior attrice in un film drammatico
- Joanne Woodward - La donna dai tre volti (The Three Faces of Eve)
- Marlene Dietrich - Testimone d'accusa (Witness for the Prosecution)
- Deborah Kerr - L'anima e la carne (Heaven Knows, Mr. Allison)
- Anna Magnani - Selvaggio è il vento (Wild Is the Wind)
- Eva Marie Saint - Un cappello pieno di pioggia (A Hatful of Rain)

### Miglior attore in un film commedia o musicale
- Frank Sinatra - Pal Joey
- Maurice Chevalier - Arianna (Love in the Afternoon)
- Glenn Ford - Alla larga dal mare (Don't Go Near the Water)
- David Niven - L'impareggiabile Godfrey (My Man Godfrey)
- Tony Randall - La bionda esplosiva (Will Success Spoil Rock Hunter?)

### Migliore attrice in un film commedia o musicale
- Taina Elg - Les Girls
- Kay Kendall - Les Girls
- Cyd Charisse - La bella di Mosca (Silk Stockings)
- Audrey Hepburn - Arianna (Love in the Afternoon)
- Jean Simmons - Questa notte o mai (This Could Be the Night)

### Miglior attore non protagonista
- Red Buttons - Sayonara
- Lee J. Cobb - La parola ai giurati (Twelve Angry Men)
- Sessue Hayakawa - Il ponte sul fiume Kwai (The Bridge on the River Kwai)
- Nigel Patrick - L'albero della vita (Raintree County)
- Ed Wynn - The Great Man

### Migliore attrice non protagonista
- Elsa Lanchester - Testimone d'accusa (Witness for the Prosecution)
- Mildred Dunnock - I peccatori di Peyton (Peyton Place)
- Hope Lange - I peccatori di Peyton (Peyton Place)
- Heather Sears - La storia di Esther Costello (The Story of Esther Costello)
- Miyoshi Umeki - Sayonara

### Migliore attore debuttante
- James Garner
- John Saxon
- Patrick Wayne

### Migliore attrice debuttante
- Sandra Dee
- Carolyn Jones
- Diane Varsi

### Miglior film straniero in lingua inglese
- L'adultero (Woman in a Dressing Gown), regia di J. Lee Thompson

### Miglior film straniero in lingua straniera
- Le confessioni del filibustiere Felix Krull (Bekenntnisse des Hochstaplers Felix Krull), regia di Kurt Hoffmann (Germania Ovest)
- Kiiroi karasu (Kiiroi karasu), regia di Heinosuke Gosho (Giappone)
- Tizoc, regia di Ismael Rodríguez (Messico)

### Miglior trasmissione televisiva
- Jack Benny
- Eddie Fisher - Coke Time
- Alfred Hitchcock - Alfred Hitchcock presenta (Alfred Hitchcock Presents)
- Mike Wallace - The Big Surprise

## Premi onorari
- Golden Globe alla carriera: Buddy Adler
- Golden Globe Speciale
  - Hugo Friedhofer per il miglioramento della qualità delle colonne sonore
  - Zsa Zsa Gábor per l'attrice con più glamour
  - Bob Hope come ambasciatore di Good Will
  - LeRoy Prinz per le migliori coreografie
  - George Sidney come miglior intrattenitore attraverso i film musicali
  - Jean Simmons per l'attrice più versatile
- Henrietta Award
  - Il miglior attore del mondo: Tony Curtis
  - La miglior attrice del mondo: Doris Day